# Peter Perrett
Peter Perrett (né Peter Albert Neil Perrett, le 8 avril 1952, au King's College Hospital, Camberwell, Londres) est un chanteur et compositeur de rock. C'est la figure centrale du groupe The Only Ones.
Peter Perrett est l'objet d'une légende noire liée à son comportement erratique et ses addictions aux drogues et à l'alcool .
Il habite à Forest Hill, au sud-est de Londres. Il est marié à Zena Kakoulli et a deux fils, Peter Junior et Jamie, anciens membres de The Babyshambles.

## Biographie
- England's Glory était le groupe de Peter Perrett avant The Only Ones. Ils ne furent pas remarqués par un label et ne décrochèrent pas de contrat. Perrett était alors très influencé par Bob Dylan et son style vocal de cette époque était calqué sur celui de Lou Reed; on raconte que le journaliste du New Musical Express Nick Kent faillit prendre la version acétate des démos du groupe pour un pirate de chutes de studio du Velvet Underground[2].

Le groupe comprenait aussi Harry Kakoulli, frère de la femme de Peter et futur bassiste de Squeeze (à partir de 1976) et Jon Newey à la batterie.
- The Only Ones existèrent de 1976 (août) à 1982. Leur répertoire fut associé au punk mais fut plus proche d'un rock classique, Power pop mâtiné d'influences psychédéliques notables, avec des mélodies très reconnaissables. Il était composé de Alan Mair (basse), John Perry (guitare), Mike Kellie (batterie, ancien de Spooky Tooth) et Peter Perrett (chant, guitare). On dit que ce sont les gains de Perrett en tant que dealer de drogues qui financèrent les débuts du groupe[1]. Le groupe est resté un groupe pour connaisseurs mais une influence importante et citée par de nombreux musiciens en raison de la qualité des compositions.

- Entre 1994 et 1996, Perrett réapparut brièvement avec un nouveau groupe The One, formé pour jouer les chansons écrites depuis 1981, avec Peter Perrett (chant, guitare), Miyuki (claviers), Steve Hands (batterie), Richard Vernon (basse) et Jay Price. Miyuki était la manager de sa femme, le reste du groupe fut recruté grâce à des annonces passées dans l'hebdomadaire The Melody Maker. Le groupe a beaucoup tourné mais se sépara (officiellement en 1999) à cause des problèmes de comportement de Perrett.

- Perrett fit une apparition en concert en avril 2004 avec The Libertines et en concerts avec ses fils Jamie et Peter Junior et leur groupe Love Minus Zero.

- The Only Ones se sont reformés pour une tournée en avril et juin 2007, à la suite de l'attention engrangée par l'utilisation de la chanson Another Girl, Another Planet dans une publicité de l'entreprise Vodafone[3]. Les membres du groupe ont indiqué qu'ils enregistraient un nouvel album et un DVD de la tournée était prévu. Peter Perrett aurait cependant des problèmes respiratoires qui handicaperaient son chant[1]. Il est apparu d'une grande maigreur sur scène.

## Discographie

### Albums solo
- 2017 - How The West Was Won (Domino Records)
- 2019 - Humanworld (Domino Records)
- 2024 - The Cleansing (Domino Records)

### England's Glory
- England's Glory, 5 Hours Back, TOCK 004, 33 tours vinyl, 1987 (Enregistré en janvier 1973, Venus Recording Studios, Whitechapel, Londres)
- Legendary Lost Album, Anagram Records, CDMGRAM 73, 1989 (enregistré en 1973)
- The first and last, CD, Diesel motors, 2005 (avec des versions de 4 titres enregistrées en mai 1973)

### The Only Ones
- Voir l'article The Only Ones Discography sur Wikipedia Anglais

### The One
- Woke Up Sticky, CD, 1996, Demon Records.
- Woke Up Sticky, single.
- Cultured Palate, EP.